# سیرتلانوو
سیرتلانوو (انگلیسی: Syrtlanovo) یک شهرک در شهرستان بوزدیاکسکی باشقیرستان کشور روسیه است.